# Edmund 1. af England
Edmund I (angelsaksisk Éadmund Æðeling) (født 921, død 26. maj 946 var konge af England fra 27. oktober 939 til sin død. Han var søn af Edward den Ældre, og halvbror til Athelstan. Edmund kæmpede sammen med Athelstan i slaget ved Brunanburh i 936, hvor de sejrede over en kombineret keltisk og nordisk styrke. Ved Athelstans død 27. oktober 939 blev Edmund konge. Han blev kronet i Kingston upon Thames.
Straks efter at han var kronet mødte han flere militære udfordringer. Kong Olav III Guthfridsson af Dublin erobrede Northumbria og invaderede Midlands. Da Olav døde i 942 tog Edmund Midlands tilbage. Året efter blev han gudfar til kong Olav Kvåran af York. I 944 lykkedes det ham at generobre Northumbria. Samme år blev Olav af York fordrevet, og gik i eksil i Dublin, hvor han blev konge og fortsatte med at være allieret med sin gudfar. 
I 945 tog Edmund Strathclyde, men gav rettigheterne til området til Malcolm 1. af Skotland. Til gengæld underskrev Malcolm en aftale om gensidig militær assistance. Dermed var grænsen mod Skotland sikret, og de to nationer oplevede en periode med fredelig sameksistens.
Under Edmund begyndte en genopblomstring af klostervæsenet i England.
Edmund blev myrdet i 946 af Leofa, en tyv som var sendt i eksil. Kongen havde været til et selskab i Pucklechurch, da han så Leofa i folkemængden. Da den lovløse nægtede at forlade stedet angreb kongen og hans rådgivere ham. Både Edmund og Leofa blev dræbt. 
Edmund blev efterfulgt af sin bror Edred af England. Hans sønner herskede senere, Edwy (eller Eadwig) fra 955 til 957 (og over kun Wessex og Kent til 959, og Edgar fra 957 (kun over Mercia og Northumbria til brorens død i 959 til 975.